# Andrea Vendramin
Andrea Vendramin, död 1478, var en venetiansk doge. Han var regerande doge av Venedig 1476–1478. 